# Cupido cornuta
Cupido cornuta är en fjärilsart som beskrevs av Druce 1873. Cupido cornuta ingår i släktet Cupido och familjen juvelvingar. Inga underarter finns listade i Catalogue of Life.